# Formosa Verein für Öffentlichkeitsarbeit
Der Formosa Verein für Öffentlichkeitsarbeit (englisch Formosan Association for Public Affairs, FAPA; chinesisch 台灣人公共事務會) ist ein gemeinnütziger Verein mit dem Ziel der weltweiten Unterstützung der Souveränität Taiwans durch aktive Pressearbeit und Politische Kommunikation. Der Name „Formosa“ ist dem portugiesischen Namen „Ilha Formosa“ entlehnt, den portugiesische Seefahrer der Insel Taiwan bei ihrer Entdeckung im Jahr 1583 gaben.

## Drei Hauptvereine

### FAPA USA
Die erste FAPA wurde im Jahr 1982 in Los Angeles von in den USA lebenden Taiwanern gegründet. Mit 55 Ortsverbänden ist sie der weltweit größte Hauptverein und ist bestrebt, die Ziele und Interesse von Taiwanern in der Welt zu vertreten und Politikern, Medien und der amerikanischen Bevölkerung Informationen über Taiwan und speziell den Taiwan-Konflikt zur Verfügung zu stellen. Der jetzige Hauptsitz der FAPA USA ist in Washington, D.C.
- Vorsitzender: Mark Kao
- Mitglied des Vorstandes: Coen Blaauw
- Mitglied des Vorstandes: Christopher Lin
- Mitglied des Vorstandes: Chiao-jung Wang
- Mitglied des Vorstandes: Gerrit van der Wees

#### FAPA Young Professional Group
Die FAPA Young Professional Group ist ein Tochterverband der FAPA USA, dessen Mitglieder sich aus der zweiten Generation taiwanischstämmiger Amerikaner rekrutierten. Ihre Ziele sind mit denen des US-Hauptverbandes identisch. Die YPG veranstaltet jährlich, neben einigen regionalen Events, eine nationale Konferenz in Washington D.C., während derer den Teilnehmern die Möglichkeit geboten wird, Kongressabgeordnete über das Verhältnis zwischen den USA und Taiwan zu befragen.

### FAPA Kanada
Die FAPA Kanada wurde ursprünglich als Teilverband der FAPA USA 1984 in Ottawa, Toronto und Vancouver gegründet, wurde jedoch im Dezember 1993 selbständig. Sie übernimmt eine aktive Rolle bei der Pflege der Beziehungen zum kanadischen Parlament und fördert den Austausch Kanadas mit Taiwan im politischen, ökonomischen und kulturellen Bereich. Zusätzlich informiert er, wie die FAPA USA, Politiker und Medien über die taiwanische Angelegenheiten.
- Vorsitzender: Harry Chen
- 2. Vorsitzender: Lisa Chung
- Generalsekretär: Lian-Sheng Lo
- Finanzdirektor: Cheng-Hian So
- Kontaktperson für parlamentarische Angelegenheiten: Po-Yang Lin

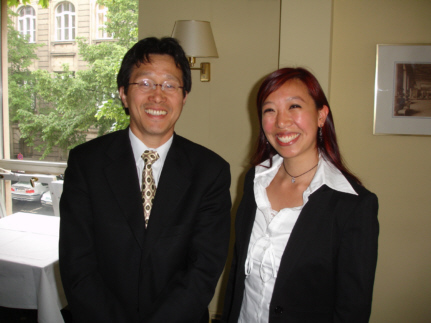
Jhy-Wey Shieh (Repräsentant Taiwans – Taipeh Vertretung in der Bundesrepublik Deutschland) mit Jenny Hsieh (Vorsitzende der FAPA Europa) während der Pressekonferenz bezüglich Taiwans Beitritt in die WHO.

- Pressezuständiger: Leslie Ruo

### FAPA Europa
Die FAPA Europa wurde 2007 mit Sitzen in Athen, Mainz und Freiburg im Breisgau als europäischer, eigenständiger Zweig gegründet. Sie unterstützt die Unabhängigkeit Taiwans und geht methodisch ähnlich wie die FAPA USA und die FAPA Kanada vor. 
- Vorsitzende: Jenny Hsieh, Stan Lai
- Senior Researcher: Lifen Cheng, Alison Hsieh, Yvonne Majchrzak
- Pressezuständiger: Uwe Möginger

#### Mitglieder
FAPA Europa begann am 1. März 2007 mit drei Gründungsmitgliedern. Seitdem stieg die Zahl der Mitglieder durch aktive Rekrutierung und besondere Nutzung von Online-Medien wie StudiVZ oder Yahoo Groups auf 56 Mitglieder. Die Herkunftsländer der Mitglieder sind größtenteils Deutschland, Griechenland, Frankreich und die Niederlande.

## Proklamierte Ziele
Kopie der Ziele der FAPA Europa
- Gewinnung internationaler Unterstützung für das taiwanische Volk und sein Recht auf Selbstbestimmung
- Schutz der Souveränität und demokratischen Rechte der Taiwaner durch Förderung des Friedens und der Sicherheit Taiwans
- Internationale Anerkennung Taiwans und Eingliederung als vollwertiges Mitglied in die weltweite Staatengemeinschaft

Übersetzung des ergänzenden Ziel der FAPA USA
- Förderung der Beziehungen zwischen Taiwan und den Vereinigten Staaten.

## Maßnahmen
Die FAPA arbeitet nicht unabhängig von der Regierung der Republik China, sondern berät sich mit ihr in formalen und informellen Sitzungen.
Aktuelle Maßnahmen des FAPAs sind u. a. Briefkampagnen an die jeweiligen Parlamentsabgeordneten und Pressemitteilungen zum Taiwan-Konflikt im internationalen Bereich. Bisher wurden schon diverse Artikel in diversen US-amerikanischen, kanadischen sowie europäischen (Deutschland, England, Griechenland) überregionalen Printmedien veröffentlicht. Nebst der Veröffentlichung verschiedener Artikel der verschiedenen FAPAs initiierte die FAPA Europa eine UN-Aktion, bei der EU-Bürger einen vorgeschriebenen Brief ausdrucken und an die jeweilige Regierung schicken konnten.